# Giftlilje-familien
Giftlilje-familien (Melanthiaceae) er en familie af blomstrende, urteagtige planter, som er udbredt med ca. 15 slægter på den nordlige halvkugle. Den mest autoritative systematik, APG III (2009) anerkender familien og anbringer den i Lilje-ordenen, hos de enkimbladede planter.
| Slægter |

- Amianthium
- Tryllestav (Chamaelirium)
- Chionographis
- Daiswa
- Helonias
- Englilje (Heloniopsis)
- Kinugasa
- Melanthium
- Firblad (Paris)
- Sabadilla (Schoenocaulon)
- Stenanthium
- Treblad (Trillium)
- Foldblad (Veratrum)
- Xerophyllum
- Ypsilandra
- Zigadenus

Note
1. ↑  Royal Botanic Gardens, Kew: List of Genera in MELANTHIACEAE (engelsk)